# Pawieł Orłow (dyplomata)
Pawieł Dmitrijewicz Orłow (ros. Па́вел Дми́триевич Орло́в, ur. 1904, zm. 14 września 1989) – radziecki dyplomata.

## Życiorys
Członek WKP(b), od 1939 pracownik Ludowego Komisariatu Spraw Zagranicznych ZSRR, 1939-1941 kierownik Wydziału Państw Skandynawskich tego komisariatu, od 11 kwietnia do 22 czerwca 1941 ambasador ZSRR w Finlandii. Od lipca 1941 do 1943 kierownik Wydziału I Europejskiego Ludowego Komisariatu Spraw Zagranicznych ZSRR, 1943-1944 radca Ambasady ZSRR przy Rządach Alianckich w Londynie, 1944 kierownik Wydziału V Europejskiego Ludowego Komisariatu Spraw Zagranicznych ZSRR, 1944-1945 doradca polityczny przewodniczącego Sojuszniczej Komisji Kontrolnej w Finlandii. Od 18 sierpnia 1945 do 14 sierpnia 1946 ambasador nadzwyczajny i pełnomocny ZSRR w Finlandii, 1947-1948 zastępca kierownika Wydziału III Europejskiego Ministerstwa Spraw Zagranicznych ZSRR, 1948-1952 kierownik Wydziału V Europejskiego MSZ ZSRR. W 1952 ekspert-konsultant Zarządu Archiwalnego MSZ ZSRR, 1953-1954 członek sowieckiej delegacji ds. zagadnień ekonomicznych i pogranicznych w Iranie, 1955-1957 przewodniczący radzieckiej delegacji w Mieszanej Radziecko-Irańskiej Komisji ds. Demarkacji i Redemarkacji Granic Państwowych, 1957-1958 poseł-radca Ambasady ZSRR w NRD. W 1959 radca MSZ ZSRR, 1960-1966 specjalny pomocnik dyrektora generalnego Międzynarodowej Organizacji Pracy.